# 師崎

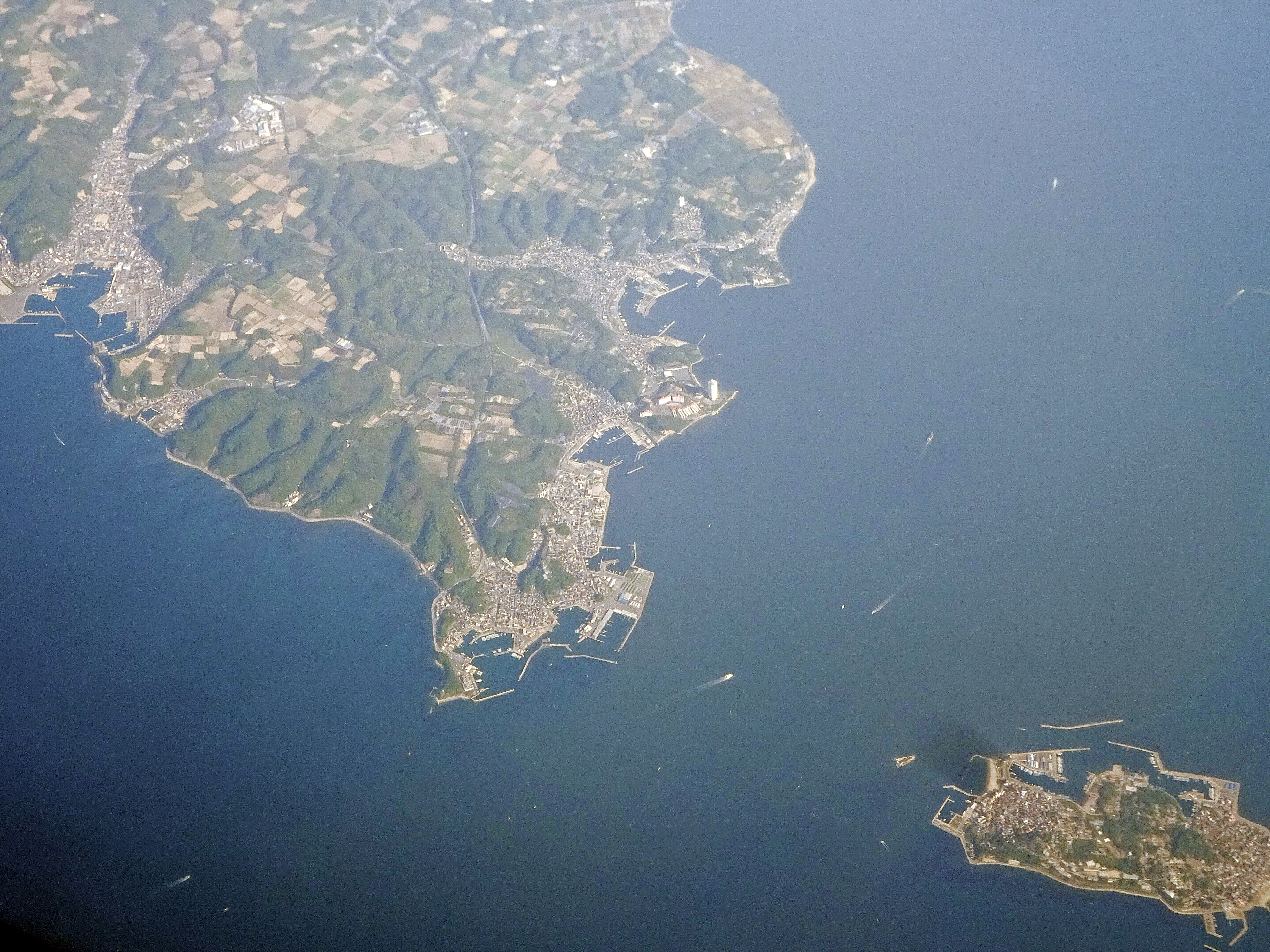
知多半島師崎と篠島を空撮

師崎（もろざき）は、愛知県知多郡南知多町の大字。

## 地理
知多半島の先端に位置し北から南東は三河湾（知多湾）、南は伊勢湾に接する。三河湾国定公園、南知多県立自然公園に指定をされており、羽豆岬がある。
三河湾を介して愛知三島の日間賀島、篠島、佐久島（西尾市）とも接する。

### 小字
- 字朝日町（あさひまち）
- 字荒井（あらい）
- 字磯部（いそべ）
- 字板取（いたどり）
- 字上ノ山（うえのやま）
- 字馬乗平居（うまのりひらい）
- 字奥狭間（おくはざま）
- 字乙坂（おとざか）
- 字折戸（おりど）
- 字口狭間（くちはざま）
- 字茱萸木（ぐみのき）
- 字荒神山（こうじんやま）
- 字神戸浦（こうどうら）
- 字栄村（さかえむら）
- 字汁谷（しるたに）
- 字新町（しんまち）
- 字浅間山（せんげんやま）
- 字高岩（たかいわ）
- 字寺脇（てらわき）
- 字天神山（てんじんやま）
- 字藤内（とうない）
- 字胴山（どうやま）
- 字鳥西（とりにし）
- 字鳥東（とりひがし）
- 字中狭間（なかはざま）
- 字西新町（にししんまち）
- 字蜂ケ城谷（はちがしろだに）
- 字蜂ケ城（はちがしろ）
- 字林崎（はやしざき）
- 字日影（ひかげ）
- 字富士見ケ丘（ふじみがおか）
- 字富士山（ふじやま）
- 字宝陸（ほうろく）
- 字松田（まつだ）
- 字的場（まとば）
- 字丸山（まるやま）
- 字明神山（みょうじんやま）
- 字向島（むこうじま）
- 字山ノ神（やまのかみ）

## 歴史
知多郡師崎町を前身とする。南北朝時代には熱田大宮司であった千秋昌能が築城した羽豆崎城があったが、跡地は羽豆神社となり、城址碑が建てられている。
- 江戸時代、この地域は尾張藩領であった。
- 1876年（明治9年） - 師崎村、篠島村、日間賀島村が合併し、鴻崎村となる。
- 1881年（明治14年） - 鴻崎村が師崎村、篠島村、日間賀島村に分立する。
- 1894年（明治27年）9月8日 - 師崎村が町制施行し、師崎町となる。
- 1906年（明治39年）7月1日 - 師崎町と大井村が合併し、師崎町となる。
- 1961年（昭和36年）6月1日 - 内海町、豊浜町・師崎町・篠島村・日間賀島村が合併し、南知多町となる。

## 世帯数と人口
2015年（平成27年）10月1日現在の世帯数と人口は以下の通りである。
| 大字 | 世帯数  | 人口    |
| ---- | ------- | ------- |
| 師崎 | 597世帯 | 1,510人 |

### 人口の変遷
国勢調査による人口の推移
| 1995年（平成7年）  | 2,325人 | [ 5 ] |  |
| 2000年（平成12年） | 2,024人 | [ 6 ] |  |
| 2005年（平成17年） | 1,847人 | [ 7 ] |  |
| 2010年（平成22年） | 1,699人 | [ 8 ] |  |
| 2015年（平成27年） | 1,510人 | [ 2 ] |  |

## 施設

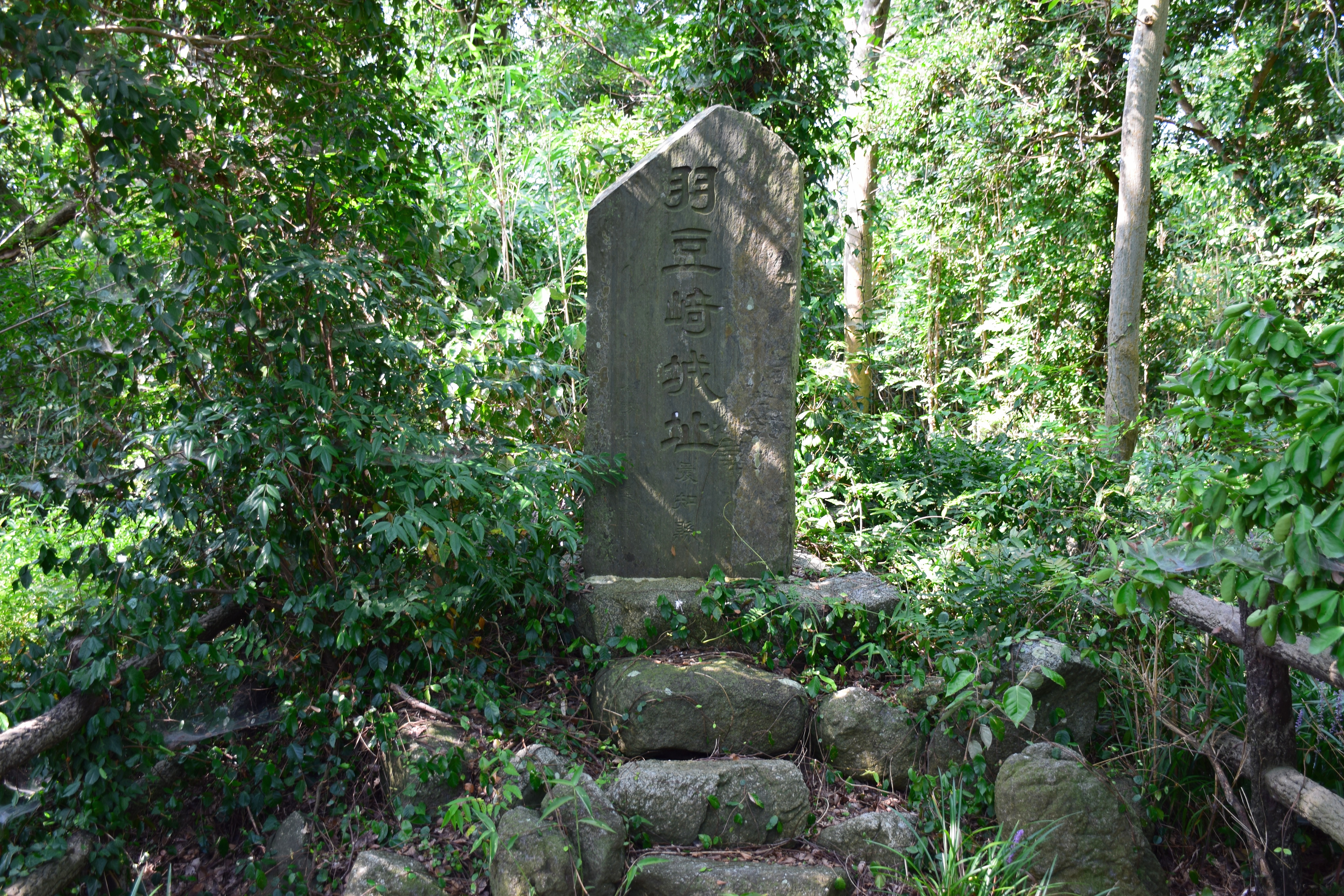
羽豆崎城址

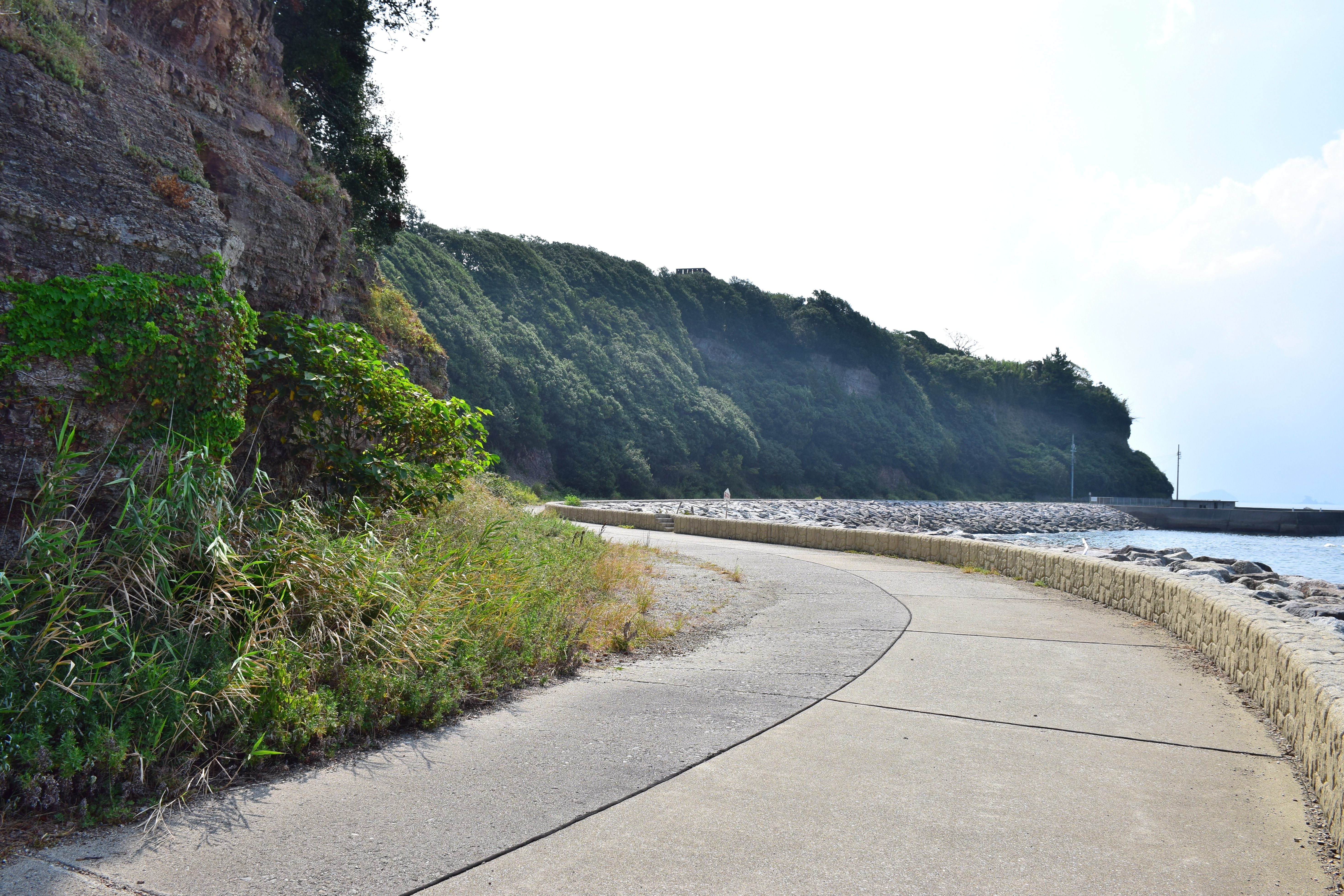
羽豆神社の社叢

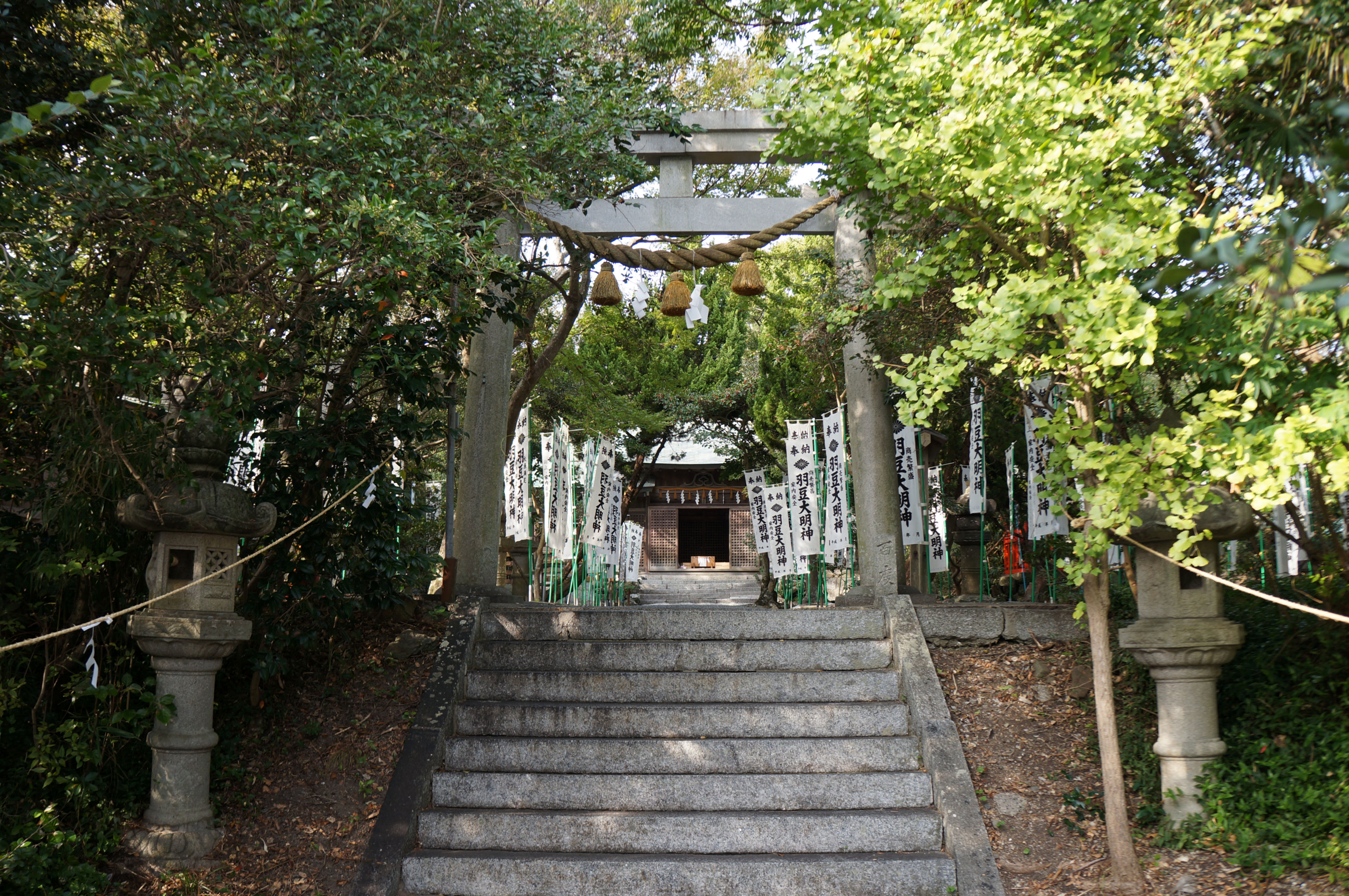
羽豆神社

- 師崎公民館
- 南知多町立みさき小学校
- 師崎新居会館
- 師崎港
  - 師崎港フェリーターミナル
  - 師崎港立体駐車場
- ENEOS師崎SS いしかわ石油店
- コスモ師崎SS 小栗石油店
- 神戸浦公園
- 林崎公園
- 新町公園
- 羽豆神社
- 羽豆神社の社叢
- 宗真寺
- 延命寺
- 豊泉寺
- 神護寺
- 偏照寺
- ファミリーマート ヤナギ南知多師崎店
- ファミリーマート 師崎的場店

## 交通

### バス
知多乗合（知多バス）
- 河和駅 - （大井経由） - 師崎港

南知多町営バス「海っ子バス」
- 河和駅 - （南知多病院・豊浜経由） - 師崎港
- 河和駅 - （内海駅・岩屋寺（朝夕のみ）・豊浜経由） - 師崎港

### 道路
- 国道247号
- 愛知県道7号半田南知多公園線

### 港湾
- 師崎港

## その他

### 日本郵便
- 郵便番号 : 470-3503[3]（集配局：師崎郵便局[9]）。

## 参考資料
- 『角川日本地名大辞典 23 愛知県』、1989年
- 『日本歴史地名大系 23 愛知県の地名』、1981年